# Lago Blanco (Tierra del Fuego)
El lago Blanco es una masa superficial de agua ubicada en las cercanías de Pampa Guanaco en la isla de Tierra del Fuego, en la Región de Magallanes y Antártica Chilena. Ocupa un área de aproximadamente 148 km² con un eje mayor de dirección NNE de 25 km y un ancho mayor de 25 km. Su contorno es quebrado, con islotes, cabos y ensenadas. Tiene una isla mayor vecina a la orilla oriental. Sus aguas son de color blanquecino y provienen de cinco afluentes que desembocan en su lado sur. En su orilla occidendal recibe al río Cochrane, emisario del lago Chico (Tierra del Fuego) que tiene una superficie de 26 km².